# Hasselt (járás)
Hasselt járás egyike a belgiumi Limburg tartományban található három járásnak. A járás területe 906,15 km², lakossága 401 919 fő (2008. január 1-jei adat).

## Története

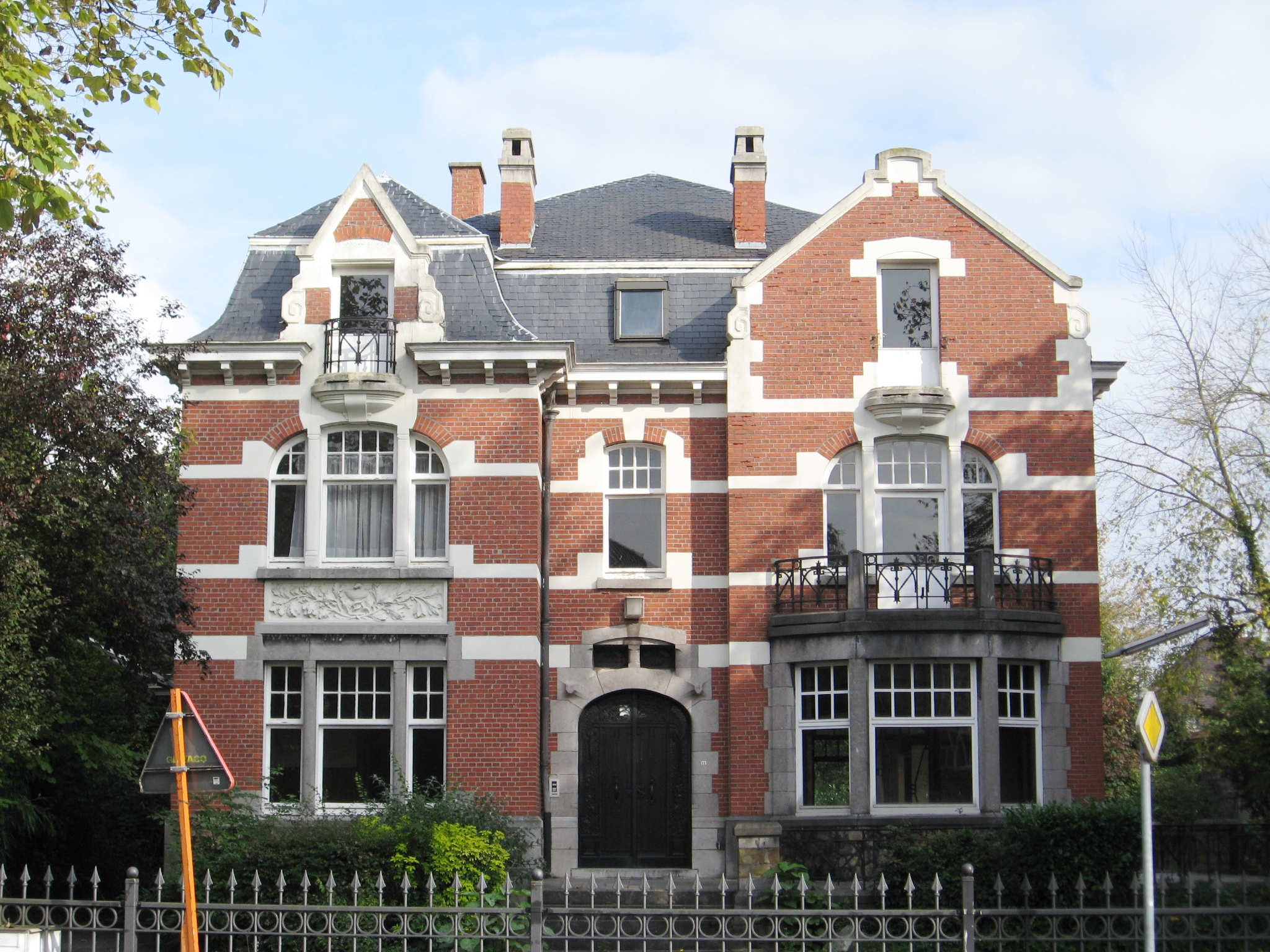
A régi hasselti járási rendőrség épülete

A hasselti járást 1800-ban alakították ki a Belgium megszállás alatt tartó franciák, a Beneden-Maas tartomány részeként. Ekkor Beringen, Borgloon, Hasselt, Herk-de-Stad, Peer és Sint-Truiden tartoztak a járáshoz. 1817-ben a franciák kiüzése után ide csatolták Lommel települést, amely korábban Észak-Brabant tartományhoz tartozott.
1839-ben, Belgium függetlenségének elismerése után létrejött a mai Limburg tartomány és benne három közigazgatási körzet: Hasselt, illetve az újonnan létrehozott Tongeren és Maaseik. Ekkor Hasselt-től Maaseik-hez került Peer, illetve Tongeren-hez Borgloon település.
1963-ban a nyelvi határ végleges kijelölésénél Corswarem település, illetve Montenaken egy kis része Borgworm járáshoz került. 1971-ben Neerglabbeek-et csatolták Maaseikhez.

## A járás települései
Önálló települések:
| - As - Beringen - Diepenbeek - Genk - Gingelom - Halen - Ham - Hasselt - Herk-de-Stad |

| - Heusden-Zolder - Leopoldsburg - Lummen - Nieuwerkerken - Opglabbeek - Sint-Truiden - Tessenderlo - Zonhoven - Zutendaal |

Résztelepülések:
| - Aalst - Berbroek - Beverlo - Binderveld - Boekhout - Borlo - Brustem - Buvingen - Donk - Duras - Engelmanshoven - Gelinden - Gorsem - Groot-Gelmen - Halmaal |

| - Heppen - Heusden - Jeuk - Kerkom-bij-Sint-Truiden - Kermt - Koersel - Kortijs - Kozen - Kuringen - Linkhout - Loksbergen - Kwaadmechelen - Meldert - Mielen-boven-Aalst - Montenaken - Muizen - Niel-bij-As - Niel-bij-Sint-Truiden |

| - Ordingen - Oostham - Paal - Runkelen - Schulen - Sint-Lambrechts-Herk - Spalbeek - Stevoort - Stokrooie - Velm - Vorsen - Wijer - Wilderen - Wimmertingen - Zelem - Zepperen - Zolder |

## A népesség alakulása
- Forrás:1806 és 1970 között=népszámlálások; 1980 után= lakosok száma január 1-jén a népesség-nyilvántartóban

## Lásd még
- Tongeren (járás)
- Maaseik (járás)

## Fordítás
- Ez a szócikk részben vagy egészben  az   Arrondissement Hasselt című holland Wikipédia-szócikk fordításán alapul.  Az eredeti cikk szerkesztőit annak laptörténete sorolja fel. Ez a jelzés csupán a megfogalmazás eredetét és a szerzői jogokat jelzi, nem szolgál a cikkben szereplő információk forrásmegjelöléseként.